# Шина (энергосистема)
Шина — проводник с низким сопротивлением.
В низковольтных электрических установках шины используют для подсоединения нескольких отдельных электрических цепей . В высоковольтных установках шинами, как правило, соединяют друг с другом высоковольтные устройства в тех местах, где требуется низкое активное и реактивное сопротивление; это позволяет существенно сократить площадь установки, расход материала и трудозатраты. В открытых установках — электрических подстанциях и высоковольтных распределительных устройствах — шины могут эксплуатироваться на открытом воздухе без защитных кожухов.
Жёсткие шины изготавливают из меди, стали или алюминия, в форме пластин (полосок), прутков и профилей трубчатого, прямоугольного или иного сечения. Гибкая шина может представлять собой металлическую пластину из меди (или комплект пластин) или кабельное изделие из скрученных жил. Шины могут выпускаться оголёнными или в защитной оболочке.

## Шинопровод
Шинопровод представляет собой устройство из неизолированных или изолированных проводников, изоляторов и конструкций, которые служат для передачи и распределения электроэнергии в производственных помещениях, на территориях промышленных предприятий и т. д. По сравнению с обычными видами электропроводок шинопроводы имеют высокую надёжность электроснабжения и меньшие затраты времени и средств при монтажных работах, они дают возможность переместить в цехе электроприемники в любое место и безопасно отсоединить и присоединить их без перерыва в электроснабжении других электроприёмников. Кроме того, они занимают мало места и не требуют особого ухода. Наибольшее распространение шинопроводы получили в установках до 1 000 В в виде комплектных магистральных или распределительных линий. Наряду с этим в устройствах 6, 10, 35 кВ кабельные и обычные шинные магистрали также стали заменяться комплектными шинопроводами. Их устанавливают на электростанциях (в блоке генератор—трансформатор), на крупных подстанциях (в качестве шинных магистралей), на промпредприятиях (для питания энергоёмких установок) и др.
Конструкция шинопровода зависит от размеров шин, их формы и взаимного расположения, типа изоляторов и способа защиты шин от воздействия окружающей среды. Шинопроводы могут быть открытыми (неизолированные шины на опорных изоляторах) или закрытыми, с изоляционным или металлическим корпусом. Наибольшее применение комплектные закрытые шинопроводы находят в сетях низкого напряжения. В шинопроводах чаще всего используют плоские алюминиевые шины. Шинопроводы различных серий и типов комплектуются из отдельных секций различной конфигурации. Секции могут быть прямые, угловые, ответвительные и другой формы. В состав комплектного шинопровода, кроме секций могут входить: ответвительные коробки, содержащие защитную аппаратуру ответвлений; переходные узлы для соединения между собой шинопроводов различного типа и другие конструктивные элементы.
По назначению шинопроводы подразделяют на магистральные, распределительные, осветительные и троллейные.
Магистральные шинопроводы
Магистральными называются шинопроводы, предназначенные для сооружения магистральных линий, связи подстанций по стороне низкого напряжения, для питания распределительных шинопроводов, распределительных пунктов, отдельных крупных электроприёмников напряжением до 1 000 В частотой 50 Гц. Шинопроводы представляют собой комплектную электрическую сеть, состоящую из конструкций для крепления и отдельных секций, соединяемых между собой предусмотренным способом. Они изготавливаются отдельными секциями нормализованной длины — прямые и фигурные (угловые и ответвительные), что позволяет собрать шинопровод любой конфигурации.
В зависимости от РУНН снимающего напряжение монтируются различные концевые фланцы.
Распределительные шинопроводы
Распределительные шинопроводы – это шинопроводы с меньшими номинальными токами (обычно 250, 400, 630 А) и большим числом ответвлений. Служат для непосредственного присоединения к ним электроприёмников.
Для предотвращения случайных механических повреждений распределительные шинопроводы прокладывают на высоте 2,5 – 3м от пола, с использованием следующих вариантов крепления:
- непосредственное крепление к потолку;
- подвешивание к потолку или фермам при помощи жёстких подвесок;
- непосредственное крепление к стене или колоннам здания;
- опирание на опоры, прикреплённые к полу
Осветительные шинопроводы
 применяют для подключения осветительных приборов или потребителей небольшой мощности и выпускают на токи от 25 до 40 А.
Троллейные шинопроводы
применяют для питания цеховых электроприёмников подвижного состава (например, кранов, кран-балок, монорельсовых дорог, напольных тележек, установок для раскроя тканей) и выпускают на токи от 35 А до 1 кА.
Достоинства шинопроводов. Основными достоинствами шинопроводов являются:
·          простота монтажа;
·          гибкость в эксплуатации – в отличие от кабельных, шинные системы можно легко изменять, дополнять или переносить в другое помещение, здание и устанавливать заново без особых капитальных затрат;
·          компактность конструкции, простота осмотра и высокая эксплуатационная надёжность;
·          шинопроводы в меньшей степени горючи по сравнению с обычными силовыми кабелями.

К недостаткам шинопроводов можно отнести их более высокую стоимость по сравнению с кабелями. Однако, если сравнивать в целом проект системы электроснабжения с использованием шинопроводов и кабельных линий, учитывая затраты на выполнение монтажных работ и эксплуатационные расходы, то применение шинопроводов выглядит экономически оправданным.
Токопроводящее устройство, состоящее из шин, установленных на опорах из изоляционного материала в каналах, коробах или подобных оболочках, и оснащённое установочно-соединительной арматурой, называется шинопроводом. Шинопроводы могут быть устроены на месте установки из разрозненных элементов или собраны из модульных секций шинопровода заводского изготовления.
Шинопровод может состоять из следующих элементов:
- прямые секции с узлами ответвления или без них;
- секции для изменения положения фаз, разветвления, поворота, а также вводные и переходные;
- секции ответвлённые.

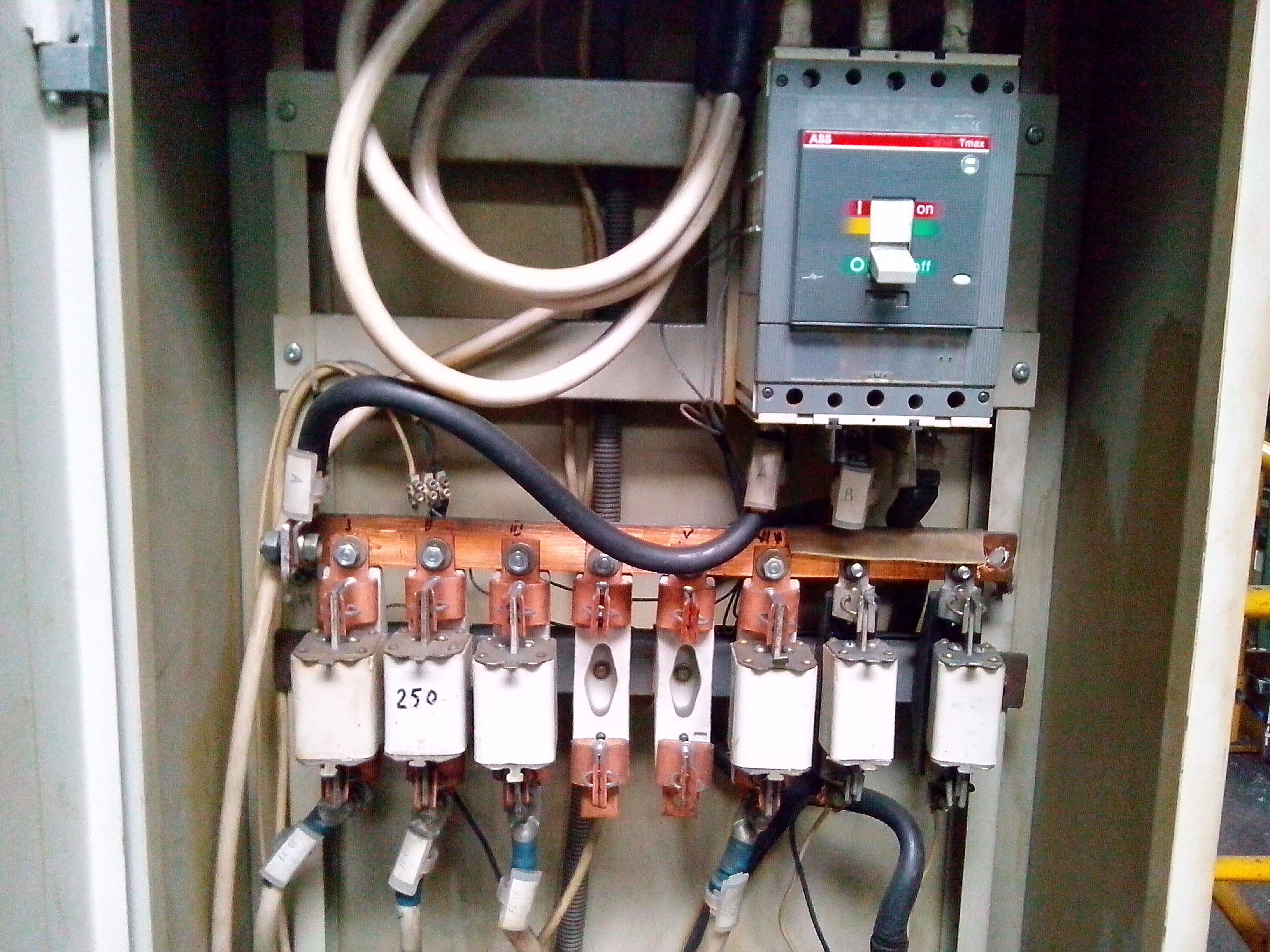
Внутри распределительного шкафа: шина с отводками, защищаемыми плавкими вставками. Сверху справа - главный автоматический выключатель.
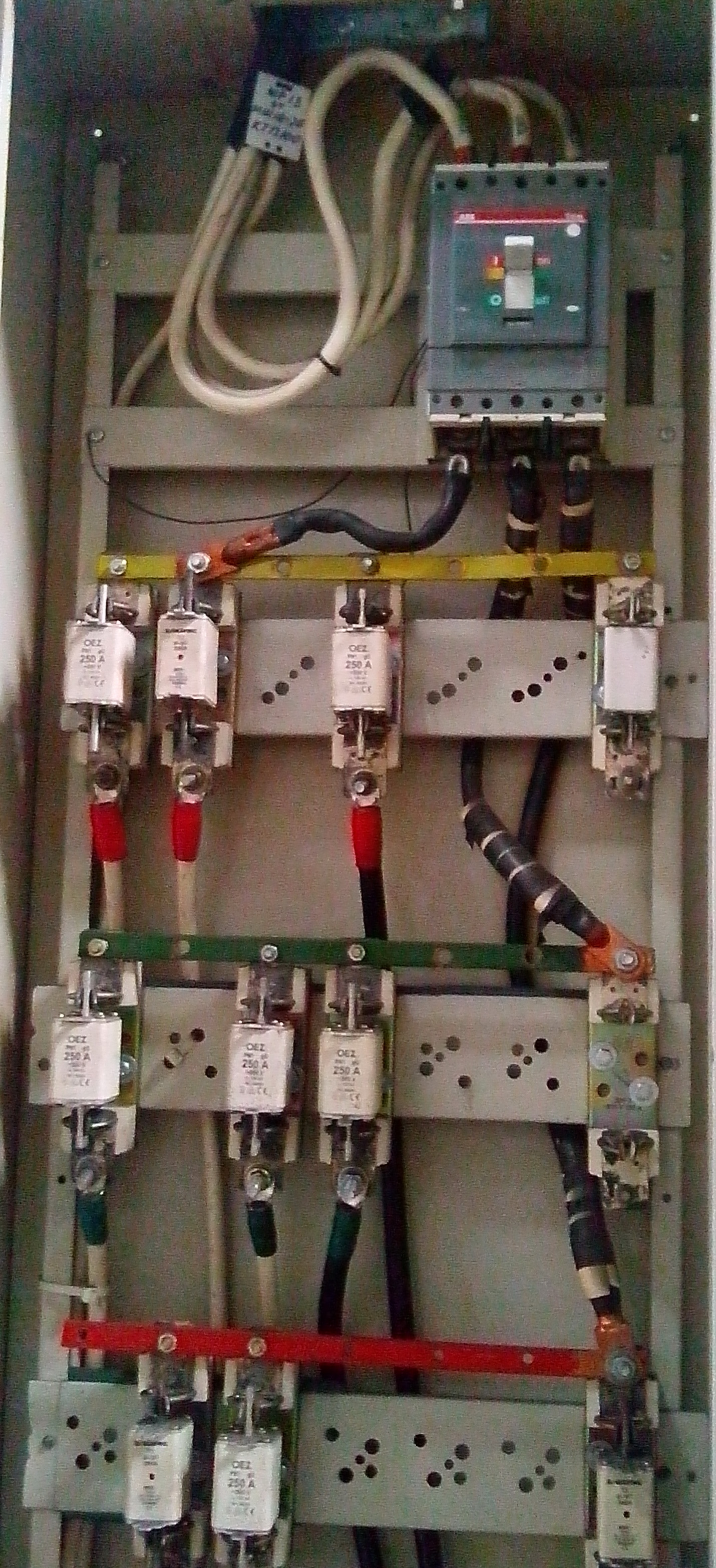
Шинопровод тока промышленной частоты и подключённые к нему предохранители в шкафу. Цвета шин соответствуют стандартам СССР.
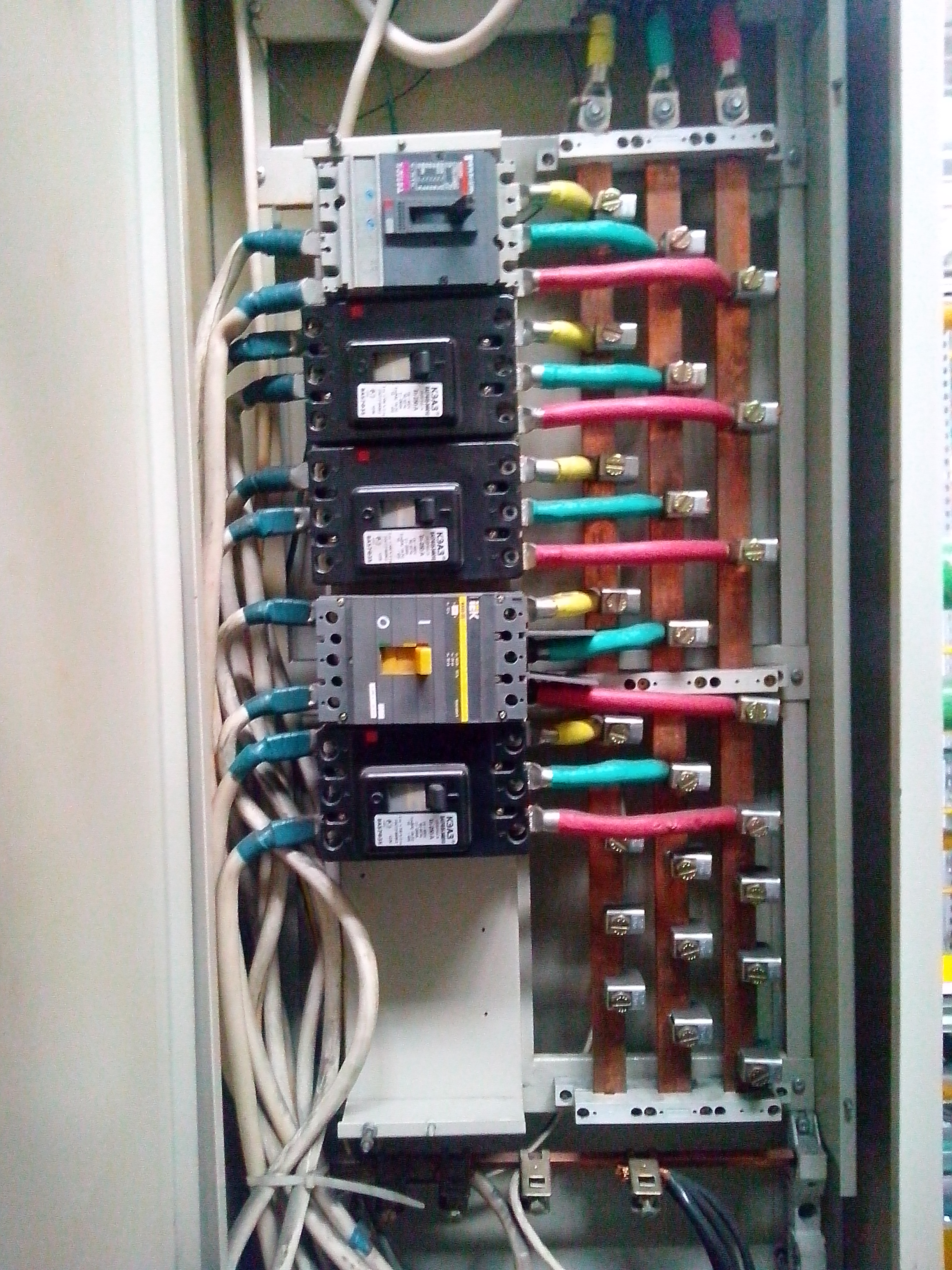
Шинопровод тока промышленной частоты и подключённые к нему автоматические выключатели в шкафу. Цветовая маркировка шин соответствуют стандартам СССР. Это пример неправильного монтажа-автоматические выключатели должны быть установлены вертикально, потому что в них имеется система дугогашения, предполагающая вертикальную установку автоматического выключателя.
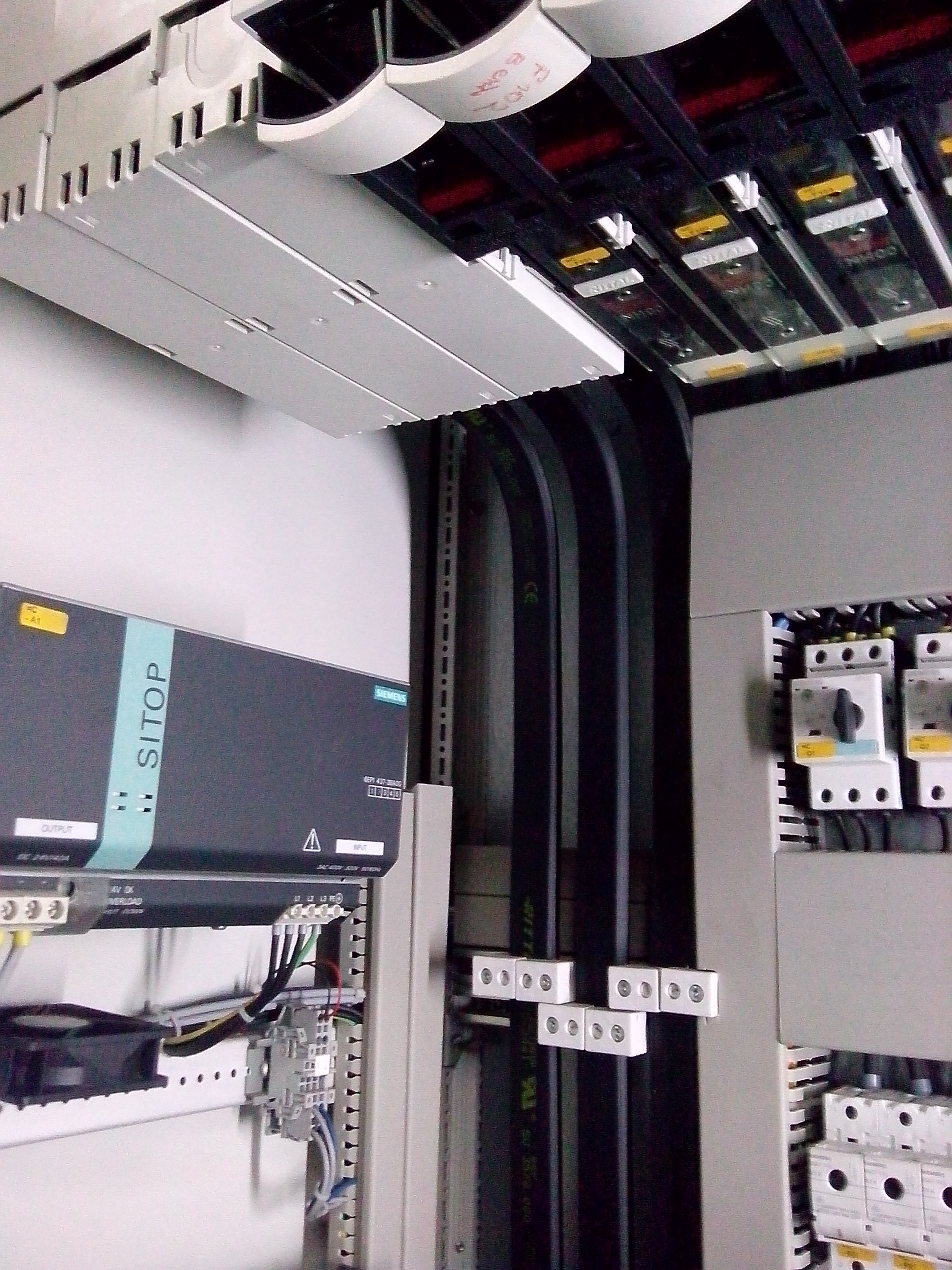
Шинопровод тока промышленной частоты в шкафу. Выполнена разводка на комплектные предохранители. Ввод и шины защищены от касания изоляционными накладками.
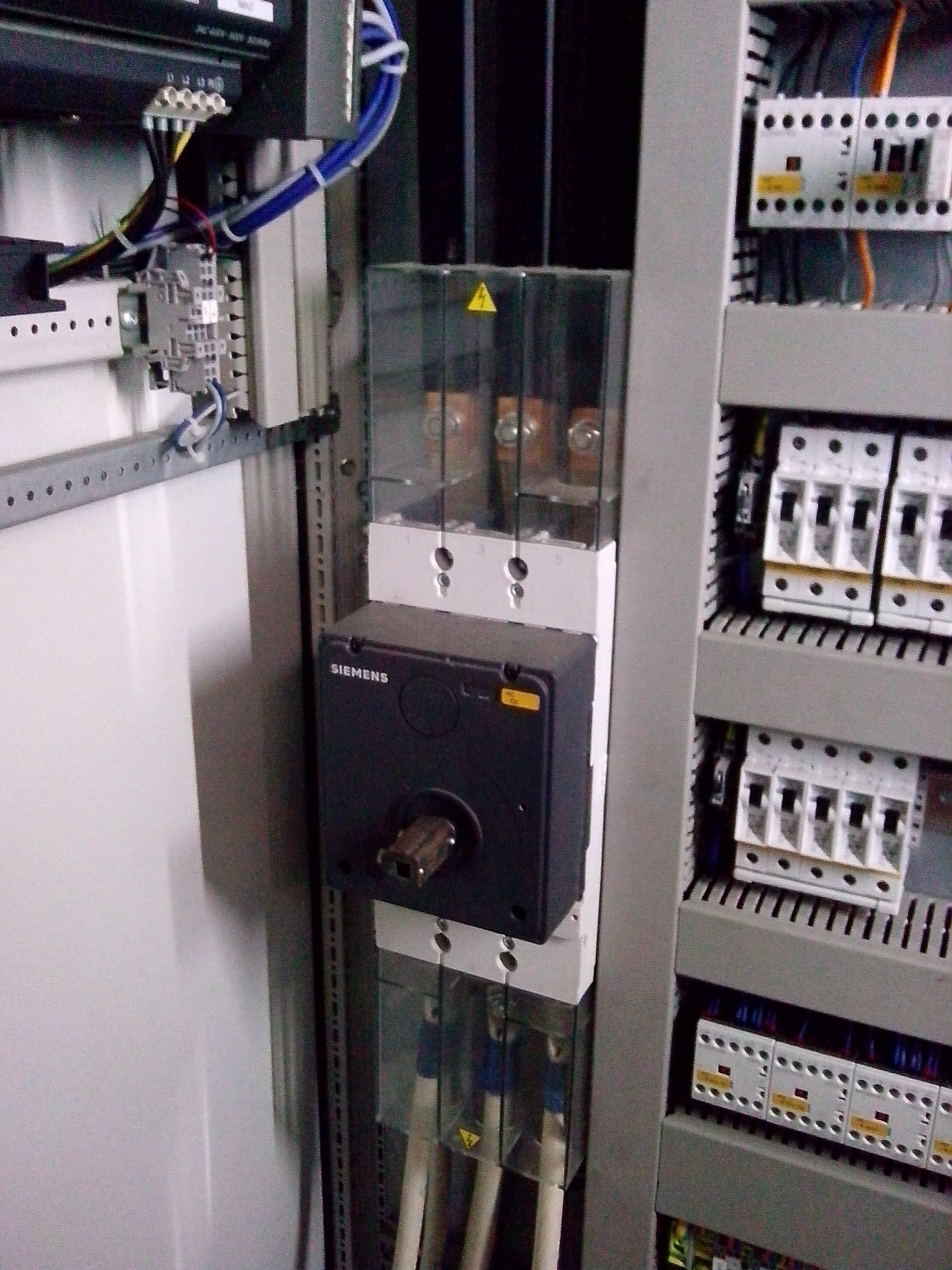
Шинопровод тока промышленной частоты и подключённый к нему главный автоматический выключатель (электронный расцепитель) в шкафу.
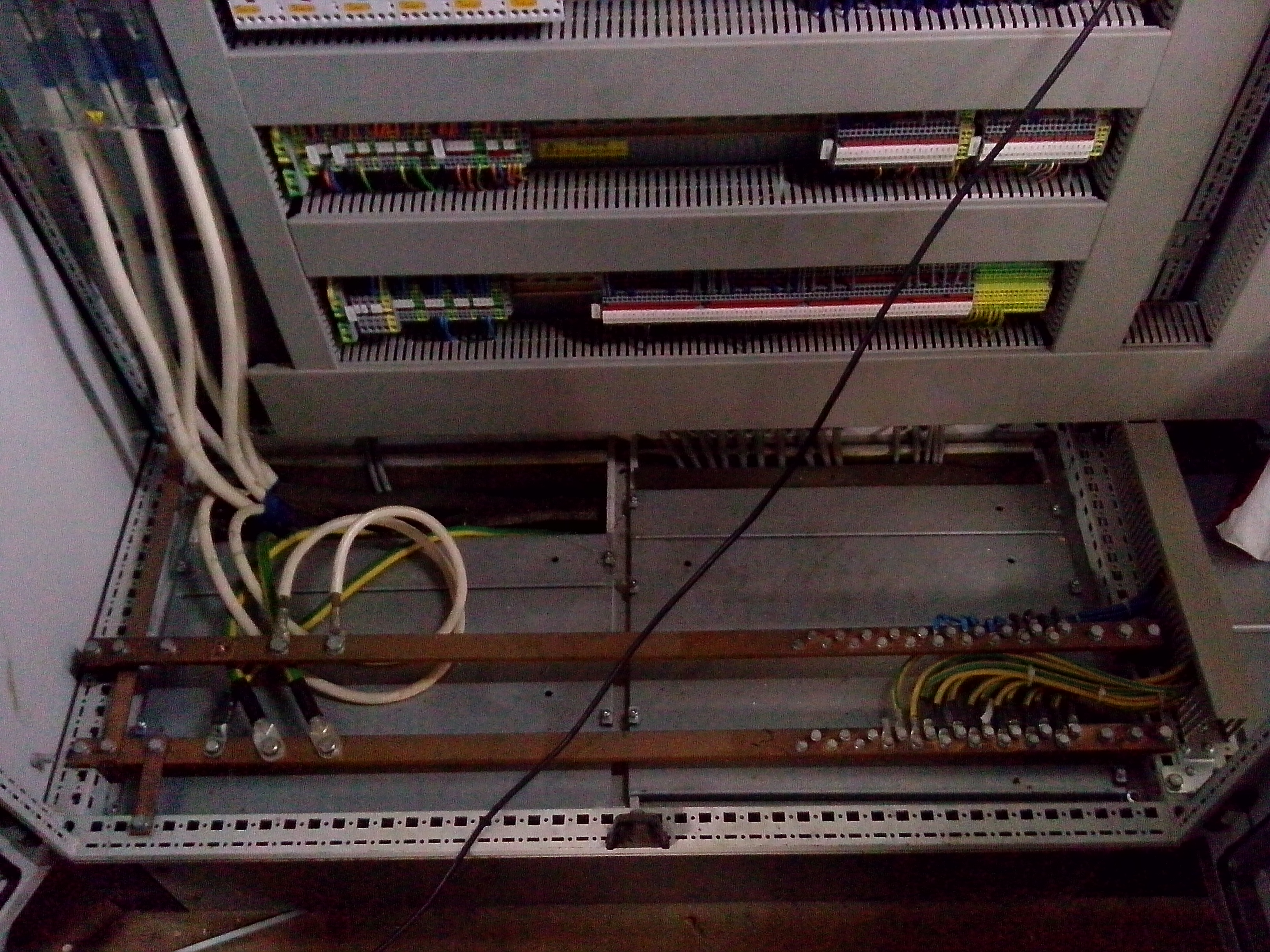
Сводная (общая) шина защитного заземления в шкафу.
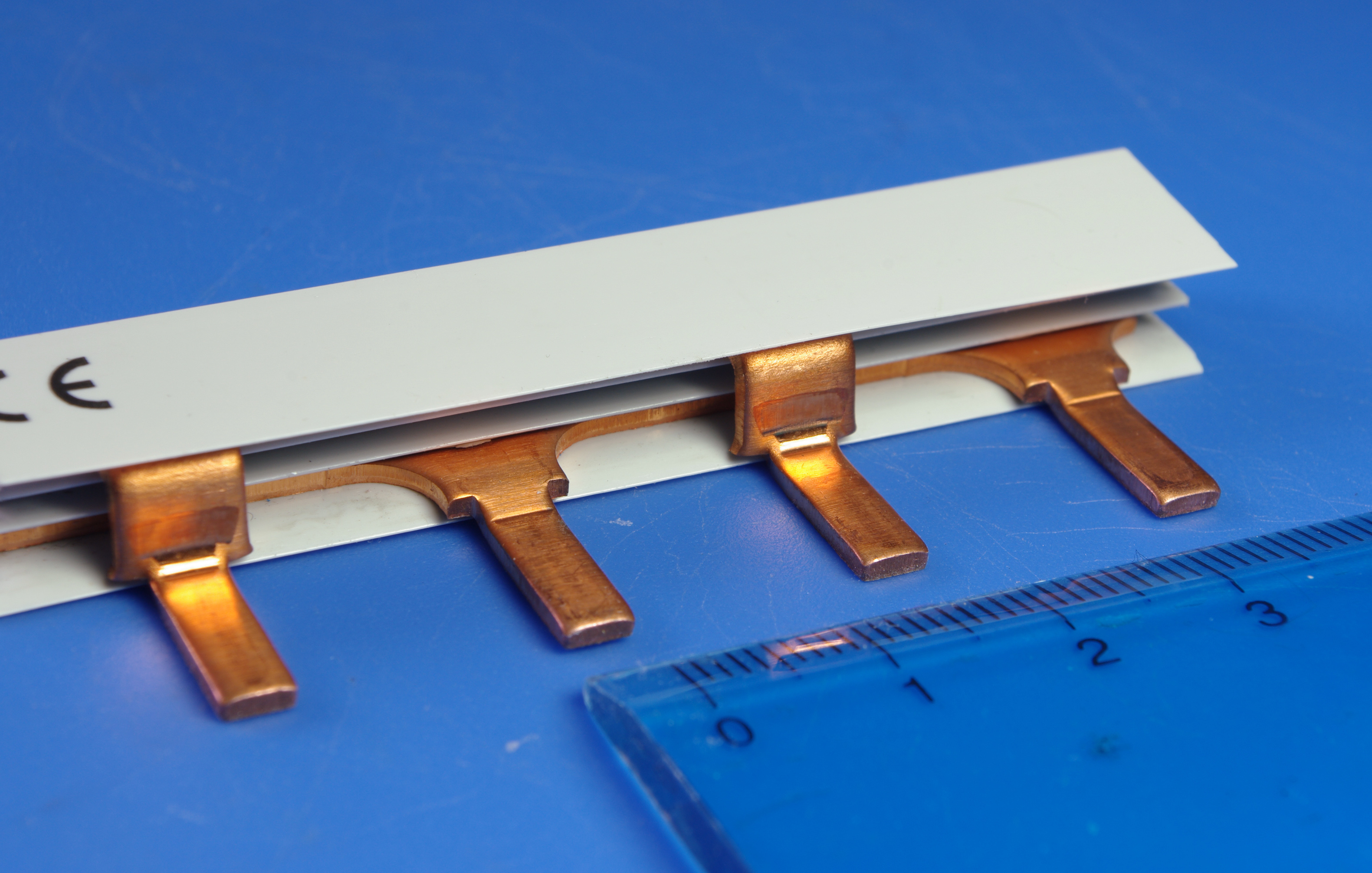
Двухполюсная шина для соединения аппаратов на DIN-рейке
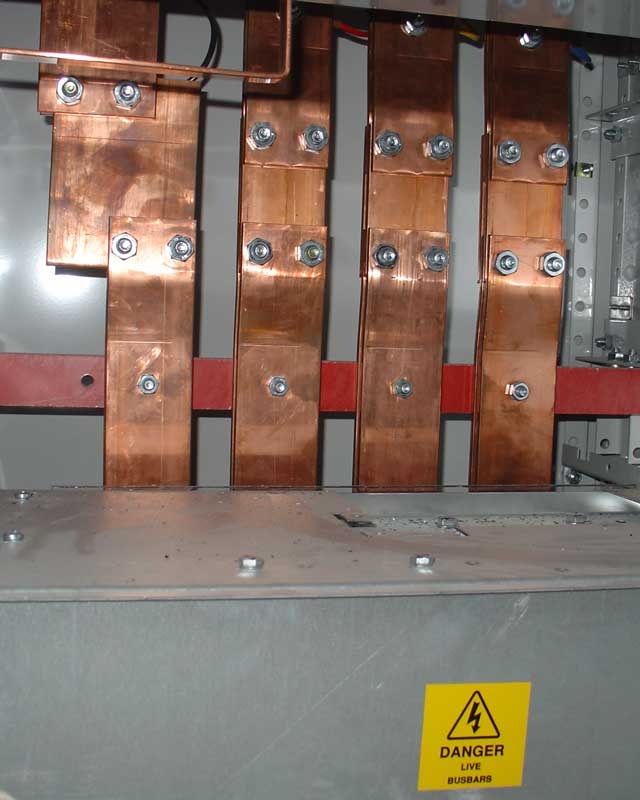
Шины на ток 1500 А (ввод в крупное здание)

110 кВ
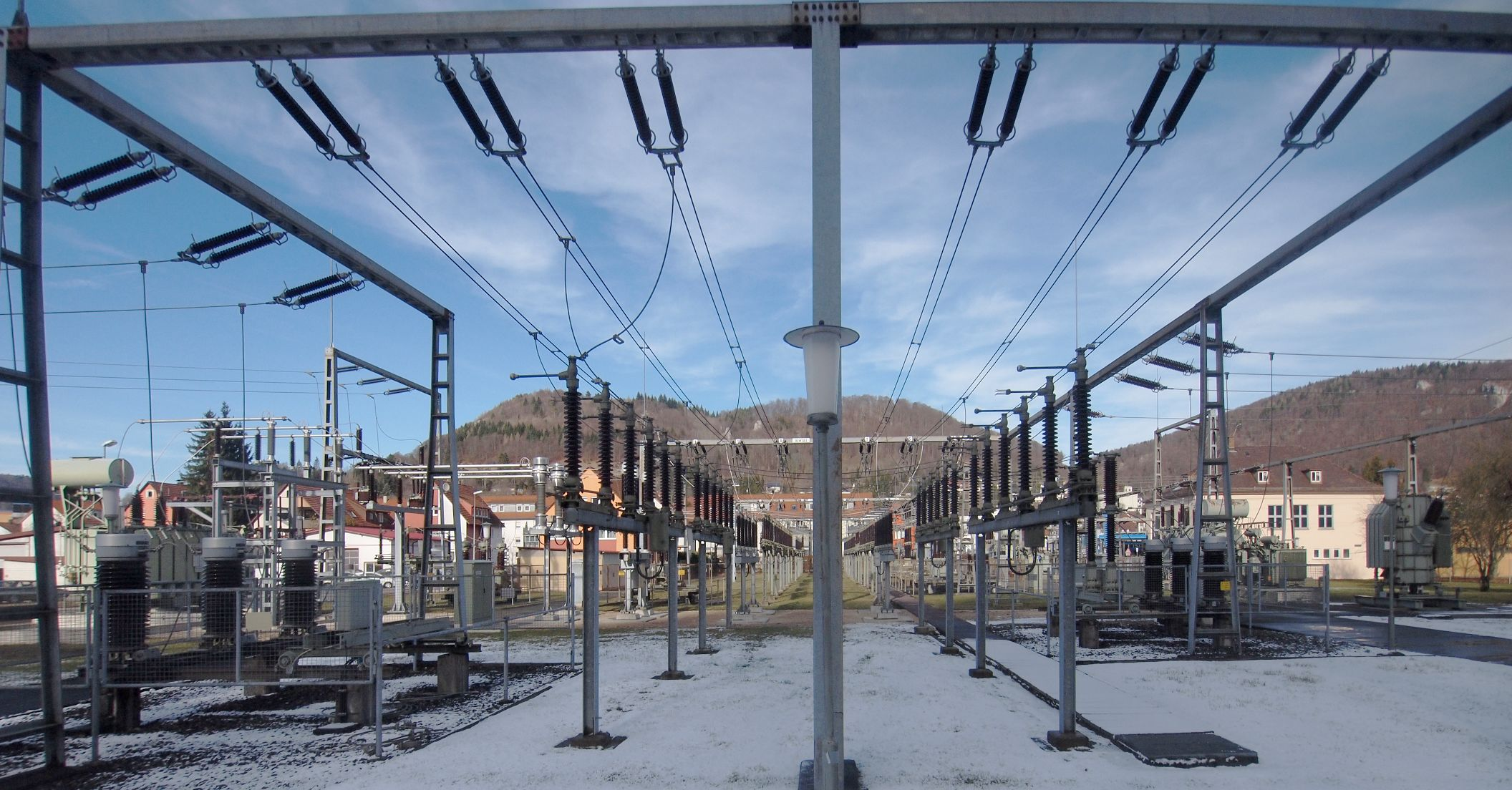
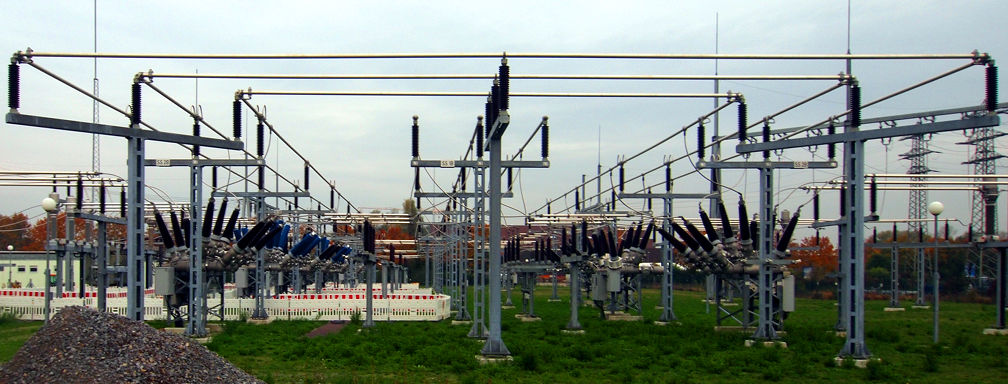